# Martha Mansfield

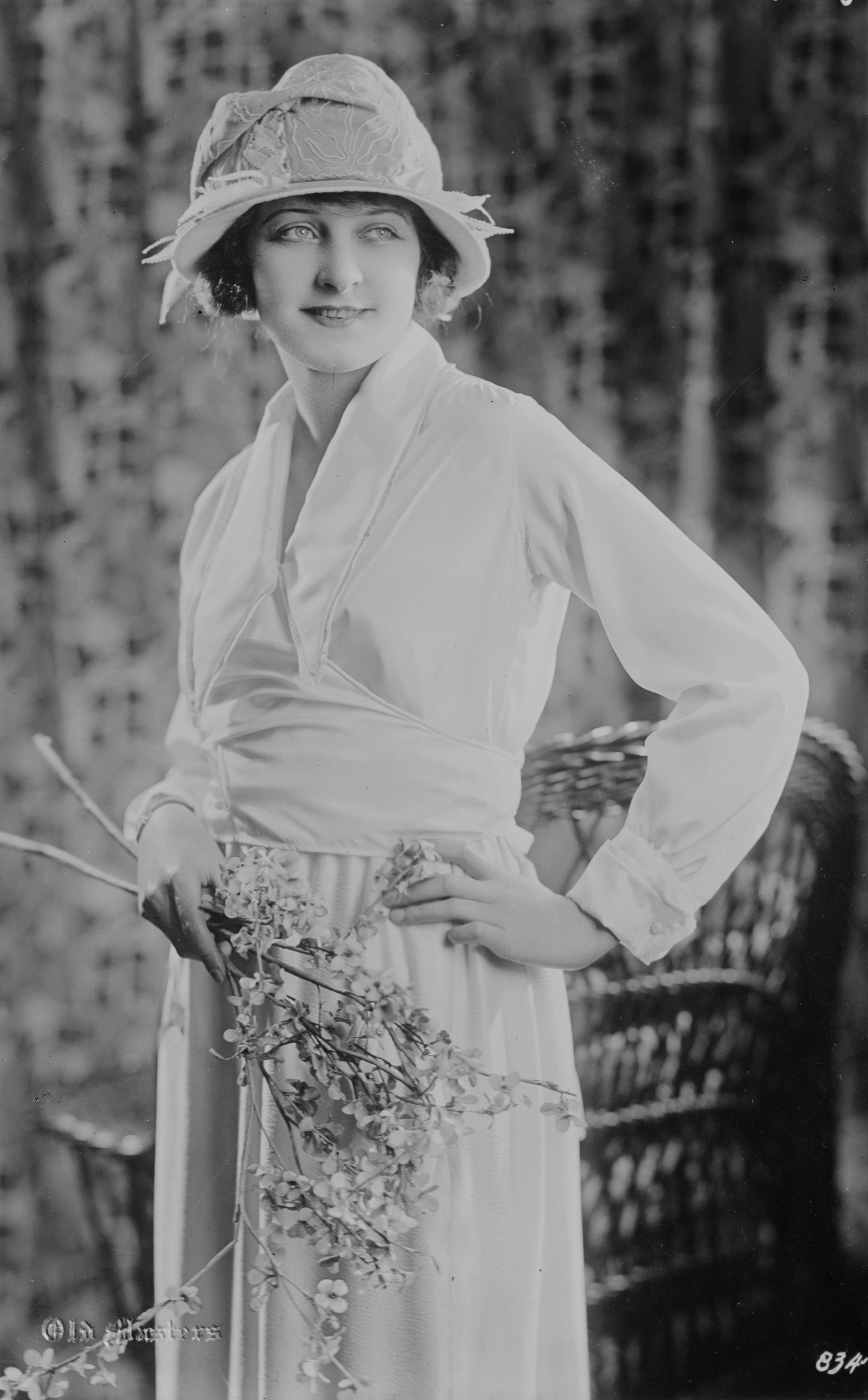
Martha Mansfield (1922)

Martha Mansfield (* 14. Juli 1899 in Mansfield, Ohio; † 30. November 1923 in San Antonio, Texas) war eine US-amerikanische Musical- und Stummfilm-Schauspielerin.

## Leben
Martha Ehrlich wurde 1899 in Mansfield geboren. 1912 zog sie mit ihrer Mutter nach New York City in die Bronx und arbeitete dort als Model für den Modefotografen Alfred Cheney Johnston und den Künstler Harrison Fisher. Später trat sie als Tänzerin und in ersten Filmproduktionen auf. 1917 spielte sie an der Seite von Max Linder unter dem Künstlernamen Martha Early in drei Filmen dessen Ehefrau. Später nahm sie in Anlehnung an ihre Heimatstadt den Künstlernamen Martha Mansfield an. 1918 war sie bei den Ziegfeld Follies zu sehen.
Nach mehreren kleinen Rollen wurde sie durch ihre Darstellung der Millicent Carewe in John S. Robertsons Literaturverfilmung Dr. Jekyll und Mr. Hyde an der Seite von John Barrymore einem größeren Publikum bekannt.
1923 erhielt Mansfield im Drama The Warrens of Virginia eine ernsthafte Rolle, die ihr den Durchbruch bringen sollte. Während einer Drehpause fing ihr Rüschenkleid – vermutlich durch ein weggeworfenes Streichholz – Feuer. Mansfield erlitt schwere Verbrennungen, denen sie am kommenden Tag im Krankenhaus von San Antonio erlag. Sie wurde auf dem Woodlawn Cemetery in New York City beigesetzt.

## Filmografie (Auswahl)
- 1917: Max Comes Across (Kurzfilm)
- 1917: Max Wants a Divorce (Kurzfilm)
- 1917: Max in a Taxi (Kurzfilm)
- 1918: Broadway Bill
- 1918: The Spoiled Girl (Kurzfilm)
- 1919: The Hand Invisible
- 1919: The Perfect Lover (verschollen)
- 1919: Should a Husband Forgive?
- 1920: Some Mind Reader (Kurzfilm)
- 1920: Mothers of Men
- 1920: Dr. Jekyll und Mr. Hyde (Dr. Jekyll and Mr. Hyde)
- 1920: Civilian Clothes
- 1920: The Wonderful Chance
- 1920: A Social Sleuth (Kurzfilm)
- 1921: Women Men Love
- 1921: His Brother’s Keeper
- 1921: Society Snobs
- 1921: Gilded Lies
- 1921: The Last Door
- 1921: A Man of Stone
- 1922: Queen of the Moulin Rouge
- 1922: Till We Meet Again
- 1923: The Woman in Chains
- 1923: Little Red School House
- 1923: Youthful Cheaters
- 1923: Der Mann im Nebel (Fog Bound)
- 1923: The Silent Command
- 1923: Is Money Everything?
- 1923: Potash and Perlmutter
- 1923: The Leavenworth Case
- 1924: The Warrens of Virginia